# Waldemar Welander
Waldemar Welander, född 26 augusti 1899 i Gödelöv i Genarps församling, död 2 januari 1984 i Åkarp, var en svensk organist och tonsättare.

## Biografi
Welander fick sin musikerutbildning vid Musikkonservatoriet i Malmö genom pianostudier för John Heintze och orgelstudier för Herman Åkerberg i Malmö. Dessutom studerade han komposition för bland annat Lars-Erik Larsson och tog organistexamen 1925.
Welander arbetade 1925-64 som kyrkomusiker i Gessie-Hököping. Åren 1946-71 var han organist i Malmö museum där han traterade museets medeltidsorgel. Han var också musikkritiker i Sydsvenska Dagbladet och sekreterare i den svenska sektionen av ISCM och i Salomon Smiths kammarmusikförening.
Welander skapade som kompositör såväl symfonisk musik som kammarmusik, piano- och orgelstycken samt sånger. Under åren 1949-55 skrev han fyra symfonier, verk som kan vara strama i sitt tonspråk, men som ändå har en luftig struktur och en säker balans, och som trots att den ofta bygger på tolvtonsliknande strukturer har en tonal förankring.
Welander tillhörde den skånska kretsen av tonsättare och hans musik har haft svårt att nå ut i övriga landet, möjligen med undantag för den musik han skrev för den framstående saxofonisten Sigurd Rascher. Hans musik har sådana kvaliteter att den borde ha goda möjligheter att vinna popularitet. Den är mycket välskriven och ofta lättillgänglig.
Hans hustru Svea Welander, organist och musikpedagog, har bland annat skrivit Liten svit för stråkorkester, samt kammarmusik och sånger (till texter av Gullberg, Boye m. fl.)